# Fred Degazon
Frederick Eutrope Degazon (* 4. Januar 1913, Castries, Saint Lucia; † 4. Oktober 2008 in Greater London, Vereinigtes Königreich) war der erste Präsident von Dominica. Er stammte aus Castries, Saint Lucia, und lebte ab 1980 im Exil in London.

## Leben
Degazon erhielt seine Ausbildung am St. Mary's College, St. Lucia und studierte dann Rechtswissenschaften an der Universität London. Er erhielt seine Anwaltslizenz 1934 von Lincoln’s Inn und arbeitete bis 1940 als Privatanwalt in St Lucia und Dominica. Danach diente er als Beamter in Dominica, Saint Lucia und Jamaika bis zu seiner Pensionierung 1969. 1949 war er Beauftragter für den Wiederaufbau von Castries nach dem verheerenden Brand von 1948. Im Ruhestand in Dominica wurde er 1977 zum Speaker of the House of Assembly gewählt und nach der Unabhängigkeitserklärung 1978 vom Parlament zum ersten Präsidenten gewählt, einem hauptsächlich repräsentativen Amt.
Im Juni 1979, während einer Verfassungskrise, die durch die Forderung nach sozialistischen Reformen hervorgerufen wurde, versuchte Degazon das Land zu verlassen und erhielt schließlich Asyl in England (11. Juni 79). Das House of Assembly wählte als Ersatz zunächst Louis Cools-Lartigue, der am nächsten Tag zurücktrat und durch Jenner Armour ersetzt wurde. Degazon trat erst im Februar 1980 offiziell zurück. Er starb im Exil in London am 4. Oktober 2008 im Alter von 95 Jahren.